# لابدة
لابدة أو كما تعرف محليّاً ميلو يران قرية سوريّة تتبع إداريّاً لمحافظة حلب منطقة منبج ناحية أبو كهف، بلغ تعداد سكانها 351 نسمة حسب التعداد السكاني لعام 2004.